# Tachydromia morio
Tachydromia morio är en tvåvingeart som först beskrevs av Zetterstedt 1838.  Tachydromia morio ingår i släktet Tachydromia och familjen puckeldansflugor. Arten är reproducerande i Sverige. Inga underarter finns listade i Catalogue of Life.